# 克尼什夫卡 (哈佳奇區)
50°24′14″N 34°7′29″E / 50.40389°N 34.12472°E
克尼什夫卡（烏克蘭語：Книшівка），是烏克蘭中部的村莊，隸屬波爾塔瓦州的米爾霍羅德區。該村處於普肖爾河右岸，分別距離杜欽齊1.5公里和布羅瓦爾基4公里，始建於1923年，面積4.204平方公里，海拔高度119米，2001年人口506。